# Ван Сюеер
Ван Сюеер (15 січня 1998) — китайська плавчиня.
Призерка Азійських ігор 2014 року.